# 独眼竜政宗 (ゲーム)
『独眼竜政宗』（どくがんりゅうまさむね）は、1988年4月5日にナムコ（現在のバンダイナムコエンターテインメント）から発売されたファミリーコンピュータ用歴史シミュレーションゲーム。「ナムコット ファミリーコンピュータゲームシリーズ」第38弾。

## 概要
プレイヤーは奥州の戦国大名・伊達政宗となり、奥羽11カ国の統一を目指す。
『信長の野望シリーズ』などの他社の歴史シミュレーションゲームに比べ、アイコン選択し命令を実行するコマンド制や従来のHEX風のマップ上で自軍を動かす要素を廃した直接的な合戦シーンなどシンプルなゲーム内容となっており、あみだくじで金山探しや流鏑馬などのアクションゲーム要素のミニゲームもある。
またゲームの雰囲気は、家臣の小十郎をはじめとする登場キャラクターの会話や、喜怒哀楽に変化するキャラクターグラフィック、隠し要素としてナムコの社長やナムコット新聞が登場するなど全体的にユーモラスに表現されている。ゲームの記録はバッテリーバックアップによって行う。
『信長の野望・全国版』の約半月後に発売された作品で、当時は「歴史ゲーム対決」と呼ぶ声もあった。
なお、1987年のNHK大河ドラマと同名だが、NHKのライセンス商品ではない。

## ゲーム内容

### 難易度
初陣の章
初心者向けのモード。COMが本陣しか攻めて来ない。
激闘の章
上級者向け。COM同士で戦争が起こり、本陣以外の領地を攻める。その上領地には指示ができず、牽制する守りの兵しか残せない。
周回を重ねていくと、解禁されるイベントの種類が増えていく。

### 目的
奥州統一することが目的。1年につき4回季節が設定されており春を迎える度に1年年を取る。81歳までに統一できないと寿命でゲームオーバーになる。
また敵国に侵略されて負けた際、逃げる領地が無い場合もゲームオーバーになる。

### コマンド
開墾
肝となる石高を高める。有料だがこれをおろそかにすると、中盤から苦しくなる。
祈祷師
運任せのコマンド。金山探しや、意味不明なイベントで石高が上がったり、兵が集まり、兵が増えたりする。
訓練
部隊の攻撃力を高めるコマンド。4年に最低1回やらないと、訓練度が下がる。3回連続でやると流鏑馬ができる。
忍者
他大名を攻撃するコマンド。もちろん失敗もある。
商人
米、鉄砲、騎馬、旗本を商売するコマンド。相場によって得損が発生する。夏の台風や大雨、冬の大雪の時は呼ぶことができない。
視察
敵の状況を見るコマンド。ターンが経過しない。小十郎が敵国の強弱を報告する。
軍事・その他
足軽を集める、輸送・本陣移動などができるコマンド。大雪の時は足軽集めしかできない。
記録
毎年春のみセーブができる。また、メッセージが省略されるクイックモードに変更ができる。

### 国力
石高
その国の米の収入。この値が大きいほど収穫量に影響する。開墾することで上がるが台風や敵の忍者の攻撃で下がってしまう。また戦闘に負けた場合も下がってしまう。
訓練度
その国の軍事力を示す数値。この値が大きいほど攻撃力、防御力が上昇し、鉄砲の弾数が増える。訓練することで上がるが2年間訓練しなかったり忍者の攻撃を受けると下がってしまう。
米
いわゆる兵糧で秋に収穫率に応じて増える。自軍から進攻する際に必要の他、毎年春に給料として兵に支払われる。この時米が少ないと足りない分兵数が減ってしまう。
金
国の資産。兵を買う時に必要なほか、開墾や忍者を送る時にも使用する。

### 部隊の種類
足軽隊
槍を持って戦う兵。安価で数を揃える事ができるが、攻撃力、守備力共に低い。
騎馬隊
2回行動が出来る兵。攻撃力や防御力は高め。
鉄砲隊
鉄砲を持って戦う兵。攻撃力は最強で遠距離攻撃が可能。ただし、防御力は最弱。
旗本隊
総大将。この部隊が全滅すると他の部隊が生き残っていても合戦は敗北する。攻撃力、防御力は足軽隊並み。

### 季節イベント
台風
夏に発生し、石高が下がってしまう。また商人を呼んで商売することが出来なくなる。
大雨
夏に発生し、その年の収穫量が下がってしまう。また台風同様商人を呼べなくなってしまう。
日照
これも夏に発生し、作物が枯れてその年の収穫量が下がってしまう。但し台風や大雨とは違い商人を呼ぶことは可能。
豊作
夏に発生する数少ないプラスイベント。その年の収穫量が増加する。
大雪
冬に発生する。このイベントが起こると戦闘はおろか本拠地移動ができなくなってしまう。当然商人も呼ぶことも出来なくなる。
地震
不定期に起こるイベントで発生するとナマズが現れ画面が揺れる。発生すると足軽隊が減ってしまう。

### 戦闘
ルール
戦闘は足軽→鉄砲隊→騎兵隊→旗本隊の順番で操作する。侵略された側が先行となる。
勝敗条件
敵軍の旗本隊を全滅させた方の勝ち。負けた国は兵隊が減り、石高が下がるペナルティを受ける。

## 登場人物
登場大名は皆寿命の概念があり時間の経過と共に老けていき、敵大名は時間が進むと代替わりしたのか絵のグラフィックが突然白髪頭から若い顔に変更される。
伊達政宗
米沢城主で本作の主人公。性格は「ゆうもうかかん」。
小野寺
横手城主。初期能力は低いが国力が高く、放置していると強国に成長し、隣国に侵略することもある。性格は「のんびりや」。
武藤
大宝寺城主。性格は「こすからい」。
大崎
名生城主。性格は「きれもの」。
最上
山形城主。初期能力は登場大名中で最も高く米沢の隣に位置するが戦に関しては消極的。性格は「いんけん」。
国分
仙台領主。最弱で英語を話す。性格は「おんこう」。
畠山
二本松城主。性格は「いんしつ」。国分の次に弱く、戦争では陣形がランダムで登場するので運によっては旗本を先頭に置く陣形を取る時がある。
相馬
中村城主。性格は「しぶとい」。メガネをかけている。伊達とはライバル関係と言う設定でやたらと好戦的。
田村
三春城主。小国だが兵の訓練度が高く戦に強い。性格は「いってつ」。領土を2つ保有し、その時点で三春を占領すると愛姫（政宗の正妻）が登場する。
芦名
黒川城主。性格は「たんき」。
二階堂
須賀川城主。性格は「やしんか」。
佐竹
常陸領主。序盤から隣国を服属させていることが多い。初期戦力は最上に次ぐ。性格は「ずるい」。
小十郎
ゲームの進行役で、政宗（プレイヤー）を補佐する。
政宗の母
セーブコマンドを実行すると登場する。セーブは毎年春にしか行えない。ランダムで一度だけ登場しておしゃべりを始め1ターン無駄にする。ただし、姫登場後は登場しない。セーブコマンドも姫に交代する。
忍者
時々、他国から侵入する忍者で石高の減少など破壊工作を行う。「どろろん、どろろん、どろろんぱ」と言って登場する。こちらから他国へ送り込む事もできる。
祈祷師
祈祷師を呼んで祈祷してもらうと金山の発見や石高の上昇などのイベントが起こることがある。
商人
商人を呼んで米の売買、騎馬や鉄砲など購入することができる。何も売買しないと怒ってしまい、次の季節まで呼んでも応じなくなる。
豊臣秀吉
呼び出しがかかり、行くと米と金がもらえ、行かないと合戦になり負けるとゲームオーバー、勝つと天下統一となる。
徳川家康
呼び出しがかかり、行くと石高を下げられ、行かないと石高を上げられる。

## 評価
- ゲーム誌『ファミコン通信』の「クロスレビュー」では、6・7・8・6の合計27点（満40点）となっており[4]、レビュアーの意見としては、SLG初心者向けにかなり分かりやすく作られていて小十郎がガイド役としてうまく働いていて親しみがある、要領が悪いとろくに戦わないうちに年齢をとってしまうが面白い、良く言えば正統派SLGだが悪く言えば新鮮味があまりなくよくあるSLGでそれなら必ずしも面白いとは言えずこの手のゲームに興味がある人には物足りない、敵のコンピューターが馬鹿、コマンドがワンパターンになりがちで飽きるとした[4]。
- ゲーム誌『ファミリーコンピュータMagazine』の読者投票による「ゲーム通信簿」での評価は20.82点（満30点）となっている[1]。

| 項目 | キャラクタ | 音楽 | 操作性 | 熱中度 | お買得度 | オリジナリティ | 総合  |
| 得点 | 3.69       | 3.28 | 3.46   | 3.57   | 3.39     | 3.43           | 20.82 |